# Dybvandsreje
Dybvandsreje eller grønlandsreje (Pandalus borealis) er en art af ægte rejer i slægten Pandalus. Rejen lever i kolde områder af Atlanterhavet og Stillehavet.

## Udbredelse
P. borealis lever på vanddybder fra 20-1.330 meter, almindeligvis på blød og mudret bund på steder med en temperaturer mellem 0 og 8 grader. Udbredelsen af underarten Pandalus borealis borealis i Atlanterhavet strækker sig fra New England, Canadas østlige kystlinje til det sydlige og østlige Grønland, Island, Svalbard, Norge og Nordsøen så sydligt som til den engelske kanal. I Stillehavet findes Pandalus borealis eous fra Japan, over det Okhotske Hav, over Beringstrædet og langs Nordamerikas kyst så sydligt som staten Washington.

## Fysiologi
Rejerne har en levetid på op til omkring otte år, og de fuldvoksne hanner måler 12 centimeter lange, mens hunnerne bliver helt op til 16,5 centimeter lange.

## Kommercielt fiskeri
Der foregår et intensivt fiskeri efter dybvandsrejer. Oprindeligt blev arten anset for at være ret sjælden og derfor ikke værd at fiske efter, men den norske marinebiolog og oceanograf Johan Hjort viste, at begge dele var helt forkert. Hans detaljerede informationer om rejernes foretrukne levesteder gjorde det lettere at lokalisere dem, og hans modifikationer af dybhavs-bundtrawl gjorde det lettere at fange dem. Kort efter, i starten af 1900-tallet, begyndte et stort fiskeri efter arten i Norge, og få år senere blev det efterfuldt af andre lande i Europa og Nordamerika. I Danmark fiskes der dybvandsrejer i de dybere dele af Nordsøen, Skagerrak og Kattegat og også omkring Færøerne og Grønland. Rejerne sælges pillede, kogte og nedfrosne eller i poser med hele kogte såkaldte "skalrejer".

## Spise
I Danmark er pillede kogte rejer fra Grønland eller Nordsøen en populær forret, fx serveret på lyst brød med smør og mayonnaise eller som rejecocktail.

## Ekstern henvisning
- Wikimedia Commons har flere filer relateret til Dybvandsreje